# Kinderbetreuungsgeld
Das Kinderbetreuungsgeld ist ein Teil des österreichischen Familienförderungsprogramms. Es dient als finanzielle Unterstützung des Staates für den Elternteil, der für die Erziehung des Kindes vorübergehend seine Berufstätigkeit aufgibt.
Nicht zu verwechseln ist das Kinderbetreuungsgeld mit der Familienbeihilfe, die einkommensunabhängig für jedes Kind bis zu dessen Berufstätigkeit (maximal bis zum 25. Lebensjahr) ausgezahlt wird, oder dem Wochengeld, das im Zeitraum acht Wochen vor dem voraussichtlichen Geburtstermin bis acht Wochen nach der Entbindung das entfallende Einkommen der Mutter ausgleichen soll.

## Geschichte
Von 1960 bis Ende 1990 gab es in Österreich das Karenzgeld. Es war als Transferzahlung für junge Mütter gedacht, die nach der Geburt nicht so rasch wie möglich in den Beruf zurückkehren wollten.
Mit 1. Jänner 2002 wurde das Karenzgeld durch das Kinderbetreuungsgeld ersetzt. Der wesentliche Unterschied bestand darin, dass Mütter vor der Geburt nicht mehr unselbständig erwerbstätig gewesen sein mussten. Damit wurden auch Bäuerinnen, Schülerinnen, Selbstständige, Studentinnen und Hausfrauen bezugsberechtigt.
Eine weitere Änderung erfolgte 2008. Um die Vereinbarkeit von Familie und Beruf zu erhöhen, konnten die Eltern wählen, ob sie einen höheren Betrag für 18 Monate, einen mittleren Betrag 24 Monate oder einen niedrigen Betrag 36 Monate beziehen wollten.
Mit dem Stichtag 1. März 2017 wurde das Kinderbetreuungsgesetz weiter flexibilisiert. Für alle danach geborenen Kinder haben die Eltern die Wahl zwischen den zwei Hauptvarianten eines Pauschalbetrages und einer einkommensabhängigen Auszahlung mit jeweils mehreren Subvarianten.

## Geltungsbereich

### Voraussetzungen
Zur Beziehung des Kinderbetreuungsgeldes müssen folgende Voraussetzungen erfüllt sein:
- Das Kind und der beantragende Elternteil leben in einem gemeinsamen Haushalt.
- Die Mutter-Kind-Pass-Untersuchungen wurden durchgeführt (fünf Untersuchungen der Mutter während der Schwangerschaft und fünf Untersuchungen des Kindes nach der Geburt).
- Der Antragsteller bezieht die Familienbeihilfe.
- Bei getrennt lebenden Eltern hat der Antragsteller das Obsorgerecht.
- Der Antragsteller und das Kind leben in Österreich.
- Der Antragsteller und das Kind haben einen rechtmäßigen Aufenthalt in Österreich (österreichische Staatsbürger, EU-Bürger, Drittstaatsangehörige mit Niederlassungsberechtigung, Asylberechtigte)
- Die Zuverdienstgrenze (abhängig von der gewählten Variante) wird nicht überschritten.[3][4]

### Dauer
Das Kinderbetreuungsgeld gebührt ab der Geburt des Kindes. Die maximale Dauer richtet sich nach der gewählten Variante. Der Bezug des Kinderbetreuungsgeldes wird ruhend gestellt, wenn Wochengeld bezogen wird oder während der Lohnfortzahlung des Arbeitgebers. Eine Verlängerung erfolgt in diesen Fällen nicht.

## Leistungen
Für Kinder, die nach dem 1. März 2017 geboren wurden, können die Eltern eine von zwei Haupt-Varianten wählen, ein pauschaliertes Kinderbetreuungsgeld oder ein einkommensabhängiges Kinderbetreuungsgeld.

### Kinderbetreuungsgeld-Konto (Pauschales Kinderbetreuungsgeld)
Allen anspruchsberechtigten Eltern steht ein gleich hoher Gesamtbetrag zur Verfügung. Dieser beträgt für einen Elternteil 12.366,20 Euro beziehungsweise 15.449,28 Euro, wenn sich beide Elternteile den Bezug teilen (Stand 2019):
| Wer beansprucht | Gesamtbetrag   | Bezugsdauer              | Tagsatz (abhängig von der Dauer)      |
| --------------- | -------------- | ------------------------ | ------------------------------------- |
| 1 Elternteil    | 12.366,20 Euro | von 365 … bis 851 Tage   | maximal 33,88 Euro minimal 14,53 Euro |
| 2 Elternteile   | 15.449,28 Euro | von 465 … bis 1.063 Tage | maximal 33,88 Euro minimal 14,53 Euro |

Anmerkungen:
- Wenn beide Elternteile das Kinderbetreuungsgeld beziehen, muss jeder Partner mindestens 20 % der Bezugsdauer übernehmen.
- Die Bezugsdauer kann frei aus dem Zeitraum gewählt werden. Der Tagsatz ergibt sich aus der gewählten Dauer: Gesamtbetrag gebrochen durch die Bezugsdauer.
- Jeder gewählte Zeitraum entspricht einer Variante. Die Variante kann maximal einmal geändert werden.

### Einkommensabhängiges Kinderbetreuungsgeld
Für die Variante des einkommensabhängigen Kinderbetreuungsgeldes gelten zusätzliche folgende Voraussetzungen:
- In den 182 Kalendertagen vor Beginn des absoluten Beschäftigungsverbotes der werdenden Mutter oder für Väter 186 Kalendertage unmittelbar vor der Geburt des Kindes muss eine durchgehende Erwerbstätigkeit in Österreich ausgeübt worden sein.
- In diesem Zeitraum darf keine Leistung aus der Arbeitslosenversicherung bezogen worden sein.
- Eine Unterbrechung der Erwerbstätigkeit bis zu 14 Tagen oder durch Krankheit sind irrelevant.

| Wer beansprucht | Betrag                                                        | Maximale Bezugsdauer |
| --------------- | ------------------------------------------------------------- | -------------------- |
| 1 Elternteil    | 80 Prozent der Letzteinkünfte, jedoch maximal 66 Euro pro Tag | 365 Tage             |
| 2 Elternteile   | 80 Prozent der Letzteinkünfte, jedoch maximal 66 Euro pro Tag | 426 Tage             |

Anmerkung:
- Bei Teilung des Anspruches muss jeder Elternteil mindestens 61 Tage durchgehend beantragen.

### Partnerschaftsbonus
Für beide Varianten gibt es einen Bonus von 500 Euro je Partner, wenn die Bezugsdauer mindestens im Verhältnis 40:60 aufgeteilt wird.

### Zuverdienst

#### Höhe
Beim pauschalen Kinderbetreuungsgeld beträgt die individuelle Zuverdienstgrenze 60 % der Letzteinkünfte, die absolute Zuverdienstgrenze liegt bei 16.200 Euro.
Beim einkommensabhängigen Kinderbetreuungsmodell liegt die Zuverdienstgrenze bei 6.800 Euro (Stand 2019).
Zur Berechnung des Einkommens werden alle Einkünfte herangezogen, die der Lohn- und der Einkommensteuer unterliegen. Nicht berücksichtigt werden Familienbeihilfe, Unterhalt, Kinderbetreuungsgeld, Abfertigung und Sonderzahlungen.

#### Einschleifregelung
Bis zur Einfügung des § 8a KBGG gebührte im Falle einer Überschreitung der gesetzlich vorgesehenen Zuverdienstgrenze kein Kinderbetreuungsgeld bzw. war der gesamte Betrag des bezogenen Kinderbetreuungsgeldes zurückzuzahlen. Ausnahmen enthielt die KBGG-Härtefälle-Verordnung einerseits für den Fall einer bloß geringfügigen, unvorhersehbaren Überschreitung der Zuverdienstgrenze, andererseits für den Fall der Unbilligkeit einer Rückforderung.  Nach der sog. Einschleifregelung des § 8a KBGG ist nicht mehr das gesamte in dem betreffenden Kalenderjahr der Überschreitung bezogene Kinderbetreuungsgeld zurückzuzahlen, sondern das gebührende bzw. ausbezahlte Kinderbetreuungsgeld verringert sich nur um den die Zuverdienstgrenze übersteigenden Betrag. Die Einfügung des § 8a KBGG sollte den Erläuterungen zur Regierungsvorlage zufolge „zu einer Verringerung der Rückforderungsbeträge und daher zu finanziellen Verbesserungen der Eltern führen“ und wurde mit Entscheidung des Verfassungsgerichtshofs vom 27. November 2018 als verfassungsgemäß bestätigt.

### Antrag
Das Kinderbetreuungsgeld muss beantragt werden. Der Antrag ist beim zuständigen Krankenversicherungsträger zu stellen. Beim Antrag muss bereits die Variante gewählt werden.